# .dz
.dz is het achtervoegsel voor domeinnamen bedoeld voor Algerije.